# Cat Deeley
Catherine Elizabeth Deeley (West Bromwich, 23 oktober 1976) is een Engelse televisiepresentatrice. Ze is sinds 2024 de hoofdpresentatrice van ITV's This Morning, samen met Ben Shephard.
Deeley begon haar carrière als co-presentatrice van het ITV-kinderprogramma SMTV Live (1998-2002), waarvoor ze een BAFTA Children's Award won, en van de spin-off CD:UK (1998-2005). In 2003 was ze co-presentatrice van de talentenjacht Fame Academy op BBC One en werd ze presentatrice van de ITV-talentenjacht Stars in Their Eyes. Na het laatste seizoen van Stars in Their Eyes in 2006 begon Deeley met het presenteren van de realitywedstrijd So You Think You Can Dance in de Verenigde Staten, waarvoor ze vijf keer genomineerd is voor een Primetime Emmy.
Sinds 2003 is Deeley beschermvrouwe van het Great Ormond Street Hospital in Londen, dat zich inzet voor zieke kinderen. In december 2009 werd ze benoemd tot ambassadeur van UNICEF UK.